# Mrs. Erricker's Reputation
Mrs. Erricker's Reputation è un film muto del 1920 diretto da Cecil M. Hepworth.

## Trama
Una vedova compromette sé stessa per salvare la reputazione della cognata.

## Produzione
Il film fu prodotto dalla Hepworth.

## Distribuzione
Distribuito dalla Hepworth, il film uscì nelle sale cinematografiche britanniche il 1º dicembre 1920.
Si pensa che sia andato distrutto nel 1924 insieme a gran parte degli altri film della Hepworth. Il produttore, in gravissime difficoltà finanziarie, pensò in questo modo di poter almeno recuperare l'argento dal nitrato delle pellicole.